# Voilà les anges
Singles de Gamine
Le voyage
(1986) Nos sentiments
(1989)
Pistes de Voilà les anges
Être roi May I?
Pistes de Couleurs sur Paris
L'Aventurier
Voilà les anges est une chanson de Gamine issue de l'album du même titre (1988). Le titre a été repris par Cœur de pirate et figure en 1re place sur l'album Couleurs sur Paris de Nouvelle Vague.

## Réception critique
La version originale de Gamine est incluse dans une liste de 3 000 morceaux classiques du rock dans l'ouvrage La Discothèque parfaite de l'odyssée du rock de Gilles Verlant.